# 许仲林
许仲林（1943年—），男，江苏常州人，中华人民共和国政治人物。

## 生平
1960年，进入中国人民解放军测绘学院无线电专修班学习。1969年，供职于江苏省徐州市半导体厂。1980年，升任徐州市副市长。1982年，参加中央党校中青年干部培训班学习。1986年，担任徐州市委副书记、徐州市长。1992年，担任省委常委、组织部部长。1994年，升任江苏省委副书记。2001年，任安徽省省长。2002年，任江苏省委副书记。后改省政协主席。